# Holstebro Kommune
Holstebro Kommune ist eine dänische Kommune in Jütland. Sie besitzt eine Gesamtbevölkerung von 58.978 Einwohnern (Stand 1. Januar 2023) und eine Fläche von 793,00 km². Sie liegt in der Verwaltungsregion Midtjylland. Sitz der Verwaltung ist Holstebro.
Die Kommune entstand zum 1. Januar 2007 im Zuge der Kommunalgebietsreform durch die Zusammenlegung dreier kleinerer Kommunen im Ringkjøbing Amt: Holstebro, Ulfborg-Vemb und Vinderup.
Am 3. Dezember 2015 fand eine Volksabstimmung über den Zusammenschluss mit der kleineren Nachbarkommune Struer statt: In Holstebro lehnten 54,8 Prozent eine Fusion ab, in Struer 67,9 Prozent.

## Kirchspielsgemeinden und Ortschaften in der Kommune
Auf dem Gemeindegebiet liegen die folgenden Kirchspielsgemeinden (dän.: Sogn) und Ortschaften mit über 200 Einwohnern  (byområder (dt.: „Stadtgebiete“) nach Definition der Statistikbehörde); Einwohnerzahl am 1. Januar 2023, bei einer eingetragenen Einwohnerzahl von Null hatte der Ort in der Vergangenheit mehr als 200 Einwohner:
| Nr. | Kirchspiel           | Einwohner              | Ortschaft                    | Einwohner              |
| --- | -------------------- | ---------------------- | ---------------------------- | ---------------------- |
|     | Borbjerg Sogn        | 1.972                  | Borbjerg Hvam Mejeriby Skave | 452 239 497            |
|     | Bur Sogn             | 331                    | Bur                          | 220                    |
|     | Ejsing Sogn          | 856                    | Ejsing                       | 311                    |
|     | Ellebæk Sogn         | 5.395                  |                              |                        |
|     | Gørding Sogn         | 151                    |                              |                        |
|     | Handbjerg Sogn       | 439                    | Handbjerg (a)                | 218                    |
|     | Herrup Sogn          | 608                    | Herrup                       | 275                    |
|     | Hogager Sogn         | 273                    |                              |                        |
|     | Holstebro Sogn       | 11.602                 | Holstebro                    | 37.022                 |
|     | Husby Sogn           | 253                    |                              |                        |
|     | Idom Sogn (e)        | 1. Oktober 2019: 0.750 |                              |                        |
|     | Idom-Rasted Sogn (e) | 984                    | Idom                         | 388                    |
|     | Madum Sogn           | 228                    |                              |                        |
|     | Mejdal Sogn          | 4.203                  |                              |                        |
|     | Mejrup Sogn          | 5.380                  | Mejrup Kirkeby (b)           | 1. Januar 2006: 01.611 |
|     | Måbjerg Sogn         | 3.212                  |                              |                        |
|     | Naur Sogn            | 882                    | Krunderup                    | 409                    |
|     | Nørre Felding Sogn   | 1.313                  | Nørre Felding                | 738                    |
|     | Nørrelands Sogn      | 7.869                  |                              |                        |
|     | Ryde Sogn            | 568                    | Ryde                         | 201                    |
|     | Råsted Sogn (e)      | 1. Oktober 2019: 0.238 |                              |                        |
|     | Sahl Sogn (c)        | 392                    |                              |                        |
|     | Sevel Sogn (d)       | 926                    | Mogenstrup Sevel             | 213 483                |
|     | Sir Sogn             | 226                    |                              |                        |
|     | Staby Sogn           | 674                    | Staby (f)                    | < 200                  |
|     | Sønder Nissum Sogn   | 773                    | Sønder Nissum (f) Thorsminde | 209 312                |
|     | Trandum Sogn (d)     | 460                    |                              |                        |
|     | Tvis Sogn            | 1.793                  | Tvis                         | 1386                   |
|     | Ulfborg Sogn         | 2.431                  | Ulfborg                      | 2042                   |
|     | Vemb Sogn            | 1.431                  | Vemb                         | 1256                   |
|     | Vinderup Sogn (c)    | 3.300                  | Vinderup                     | 3068                   |

Soweit Sogne abgeteilt oder zusammengelegt wurden, bezieht sich das nur auf die kirchlichen Belange. In ihrer Eigenschaft als Matrikelsogne, also als Grundbuchbezirke der Katasterbehörde Geodatastyrelsen, wirken sich seit Abschaffung der Hardenstruktur 1970 solche Änderungen nicht mehr aus.